# Пазура, Цезарий
Цезарий Анджей Пазура (пол. Cezary Andrzej Pazura) — польский актёр театра и кино; также актёр озвучивания и кинорежиссёр.

## Биография
Цезарий Пазура родился 13 июня 1962 года в Томашуве-Мазовецком. Актёрское образование получил в Киношколе в Лодзи, которую окончил в 1986 году. Актёр театров в Варшаве, Лодзи, Жешуве. Его младший брат — актёр Радослав Пазура.

## Избранная фильмография
актёр
- 1986 — Чёрные ступни / Czarne stopy — «Пума»
- 1988-1991 — Пограничье в огне / Pogranicze w ogniu (телесериал) — Чарек Адамский, офицер контрразведки
- 1989 — Дежа вю / Déjà vu — немецкий велосипедист
- 1991 — Очень важная персона / V.I.P. — Малышко
- 1992 — Холостяцкая жизнь на чужбине / Kawalerskie życie na obczyźnie — Вельгос, рабочий
- 1992 — Перстенёк с орлом в короне / Pierścionek z orłem w koronie — Косиор
- 1993 — Лучше быть красивой и богатой / Lepiej być piękną i bogatą — охранник
- 1993 — Человек из… / Człowiek z… — Болек Рыльский, друг Микрута
- 1994 — Три цвета: Белый / Trois Couleurs: Blanc — хозяин обменного пункта
- 1995 — Папа / Tato — Цезари Куявский
- 1995 — Ничего смешного / Nic śmiesznego — Адам Мяучиньский
- 1996 — Страстная неделя / Wielki tydzień — Пётровский
- 1997 — Штос / Sztos — «Сынок» Чарнецкий
- 1997 — Дети и рыбы / Dzieci i ryby — Виктор, сотрудник Анны
- 1997 — Киллер / Kiler — Юрек Килер
- 1997 — Охранник для дочери / Sara — Цезари, охранник
- 1999 — Киллер 2 / Kiler-ów 2-óch — Юрек Килер / Хосе Аркадио Моралес
- 2000 — Парни не плачут / Chłopaki nie płaczą — Фред
- 1999 — Айлавйу / Ajlawju — Адам Мяучиньский
- 2002 — Формула Эйнштейна / E=mc² — гангстер «Рамзес»
- 2002 — Карьера Никося Дызмы / Kariera Nikosia Dyzmy — Никось Дызма
- 2002 — День психа / Dzień świra — мужчина на улице
- 2003 — Ненасытность / Nienasycenie — Путрицидес Тенгер, композитор / Эразм Коцмолухович, отец Зипця
- 2005 — Эмилия / Emilia — Индиана Джонс
- 2010 — Бельканто / Belcanto — Мариуш Маженда
- 2020 — В густом лесу / W głębi lasu — Кшиштоф Дунай-Шафранский, журналист

Польский дубляж:
- Алиса в Стране чудес, Астерикс и Обеликс: Миссия «Клеопатра», Астерикс на Олимпийских играх, Вверх, Делай ноги 2, Диплодоки, Гномео и Джульетта, Леди и Бродяга, Леди и Бродяга 2, Ледниковый период, Ледниковый период 2: Глобальное потепление, Ледниковый период 3: Эра динозавров, Ледниковый период 4: Континентальный дрейф, Подводная братва, Цыплёнок Цыпа.

## Награды
- Специальный диплом жюри на V Международном фестивале актёров кино «Стожары» в Киеве (2005) — за фильм «Ненасытность».